# Cryptoblepharus plagiocephalus
Cryptoblepharus plagiocephalus là một loài thằn lằn trong họ Scincidae. Loài này được Cocteau mô tả khoa học đầu tiên năm 1836.